# Hermine Ryan-Braunsteiner
Hermine Ryan-Braunsteiner (Kobyla) (Wenen, 16 juli 1919 - Bochum, 19 april 1999) was een SS-kampbewaakster in de concentratiekampen Ravensbrück en Majdanek. Ze had als bijnaam de Schoppende Merrie vanwege de soms dodelijke trappen die ze uitdeelde met haar ijzerbeslagen laarzen.
Na de Tweede Wereldoorlog trouwde ze in 1959 met de Amerikaanse soldaat Russell Ryan en emigreerde naar de Verenigde Staten. In 1963 kreeg ze de Amerikaanse nationaliteit. Ze gingen wonen in het stadsdeel Queens van New York.
Daar werd ze opgespoord door Simon Wiesenthal en in 1971 verloor ze haar Amerikaanse nationaliteit. Vervolgens werd ze op 6 augustus 1973 aan Duitsland uitgeleverd. Het zogenaamde Majdanekproces begon in 1975 in Düsseldorf, waarbij meer oorlogsmisdadigers terechtstonden. Het eindigde voor Braunsteiner op 30 juni 1981 toen ze tweemaal tot levenslang werd veroordeeld voor de moord op meer dan 1000 mensen.
In 1996 werd ze door de regering van Johannes Rau vervroegd vrijgelaten vanwege haar slechte gezondheid en ze overleed in 1999 op 79-jarige leeftijd in Bochum aan de gevolgen van diabetes.

## Militaire loopbaan
- SS-Aufseherin: 1939
- SS-Lagerführerin: 1942
- SS-Raportführerin: januari 1943

## Decoraties
- Kruis voor Oorlogsverdienste, 2e klasse in 1943